# Whit Rock
Der Whit Rock ist ein Klippenfelsen vor der Graham-Küste des Grahamlands auf der Antarktischen Halbinsel. Er liegt zwischen den Trump- und den Saffery-Inseln.
Erstmals verzeichnet ist er auf einer argentinischen Karte aus dem Jahr 1957. Das UK Antarctic Place-Names Committee benannte ihn 1959 nach seiner geringen Größe (englisch whit ‚kleinster Teil‘).